# ムキウス氏族

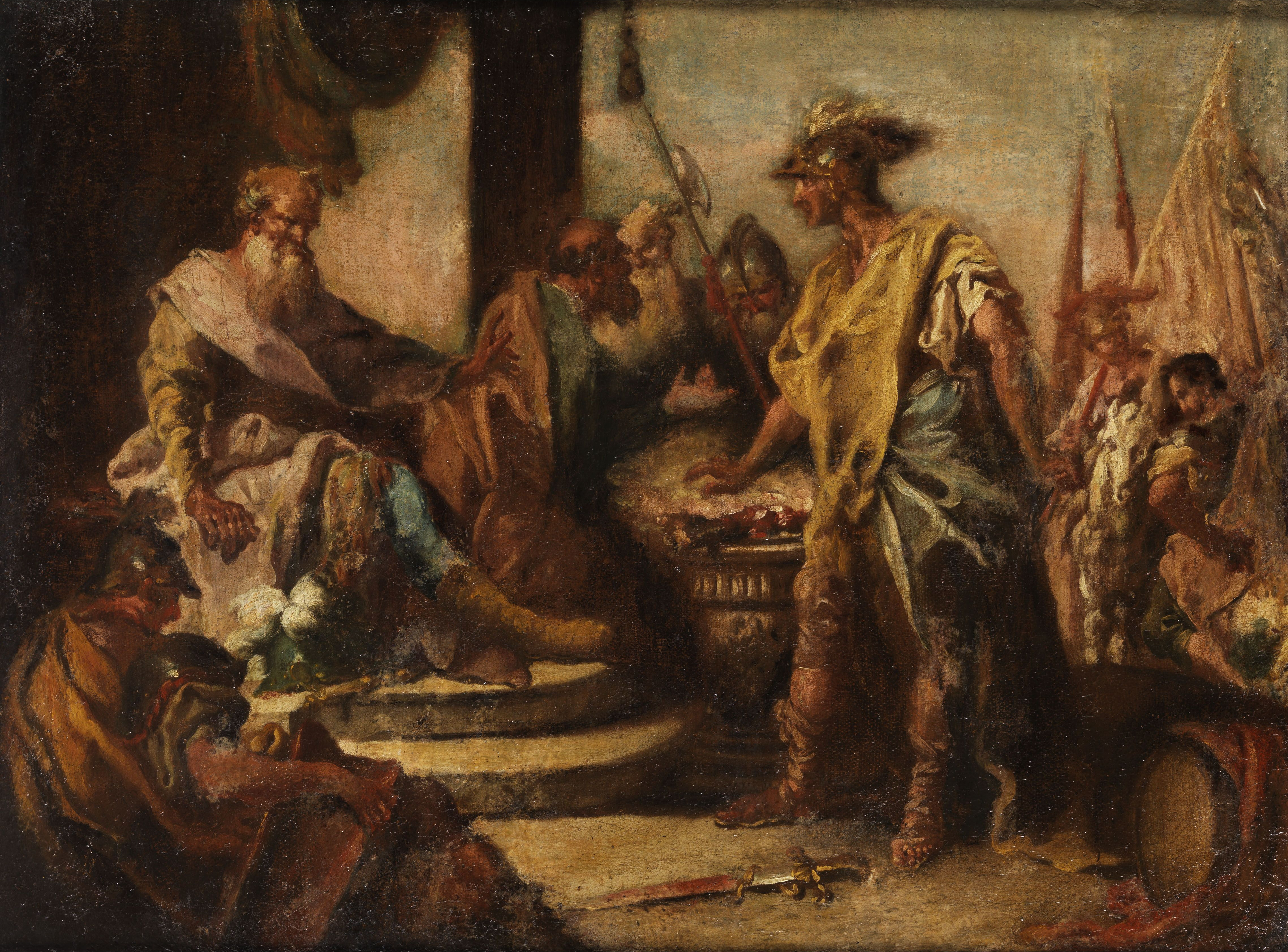
フランチェスコ・フォンテバッソ画、エトルリア王ポルセンナの前で腕を焼いてみせるガイウス・ムキウス・スカエウォラ（18世紀中頃）

ムキウス氏族 (ラテン語: Gens Mucia) は、古代ローマの氏族のひとつ。法学者を輩出したスカエウォラが有名。

## メンバー

### スカエウォラ
スカエウォラのコグノーメンは紀元前6世紀末に利き腕を焼いてローマ人の勇気を示したガイウス・スカエウォラの伝説が元となっているというが、プレブス系ノビレスであるスカエウォラの興隆は彼の登場から300年近く経っており、直接の子孫かは疑わしい。スカエウォラ家は紀元前2世紀以降、最高神祇官を3人、アウグルを1人、法学者を少なくとも5人輩出し、「法学者の権門」「ローマ史上最も偉大な政治的・法学的家系」と呼ぶ研究者もいる。
紀元前3世紀以降の家系図についてはミュンツァーを元にした林の図を参照した。
- ガイウス・ムキウス・スカエウォラ，ローマ包囲戦 (紀元前508年)で活躍した伝説の英雄[3]
- クィントゥス・ムキウス・スカエウォラ：紀元前486年の護民官か。スプリウス・カッシウス・ウェケッリヌスに加担したとして同僚護民官9人を焼き殺したという説もあるが、当時もう既に護民官が10人いたかどうかなど疑わしい点が多い[4]

- プブリウス
  - クィントゥス・ムキウス・スカエウォラ (紀元前220年の執政官)
    - プブリウス・ムキウス・スカエウォラ (紀元前175年の執政官)：法学者
      - プブリウス・ムキウス・スカエウォラ (紀元前133年の執政官)：法学者、最高神祇官
        - クィントゥス・ムキウス・スカエウォラ・ポンティフェクス ：紀元前95年の執政官で法学者、最高神祇官
          - プブリウス・ムキウス・スカエウォラ：紀元前64年-57年の神官
          - ムキア・テトリア

      - クィントゥス：リキニウス氏族に養子入り。紀元前131年の執政官プブリウス・リキニウス・クラッスス・ディウェス・ムキアヌス。法学者、最高神祇官

    - クィントゥス・ムキウス・スカエウォラ (紀元前174年の執政官)
      - クィントゥス・ムキウス・スカエウォラ・アウグル：紀元前117年の執政官で法学者、アウグル
        - クィントゥス
          - クィントゥス・ムキウス・スカエウォラ

        - ムキア
        - ムキア

- クィントゥス・ムキウス・スカエウォラ：紀元前54年の護民官。この年の執政官選挙で不正があったため、オブヌンティアティオを発動して選挙実施を延期させた。また当時プラエトルだった小カト、プブリウス・セルウィリウス・イサウリクスと共にガイウス・ポンプティヌスの凱旋式挙行に反対[5]
- ガイウス・(ムキウス・）スカエウォラ：紀元前31年からのクィンデキムウィリ・サクリス・ファキウンディス（シビュラの書を管理する15人のコレギウムのメンバー）の一人。同僚にはアウグストゥスやアグリッパがいた[6]

### その他
- クィントゥス・ムキウス：紀元前133年の護民官。ティベリウス・グラックスがセンプロニウス農地法に反対する護民官の一人マルクス・オクタウィウスを解任した後、グラックスの支援者として選出された。文献によってムンミウス、あるいはミヌキウスと諸説ある[7]
- クィントゥス・ムキウス・オレスティヌス：紀元前64年の護民官。執政官選挙に立候補していたマルクス・トゥッリウス・キケロをふさわしくないとして攻撃[8]